# ترافیکتیف
بر پایه پرونده معرفی ایکس‌کی‌اسکور، ترافیکتیف ((به انگلیسی: TRAFFICTHIEF) به معنی "دُزد ترافیکِ اینترنتی") پایگاه داده "فراداده به دست‌آمده از زیرمجموعه انتخاب‌گرهای پرقدرت است". نمونه‌ای از انتخاب‌گر پرقدرت، آدرس ایمیل است. به بیان دیگر، پایگاه داده‌ای از فراداده نام، شماره تلفن، ایمیل، و مانند آن است که سازمان‌های اطلاعاتی، به طور ویژه آنها را هدف می‌گیرند. مارک امبیندر، از نگاه کارشناسی، ترافیکتیف را "دیدن داده شنود الکترونیک شده خام برای واکاوی" می‌نامد.
این پایگاه داده تحت پروژه آشفتگی کار می‌کند و آژانس امنیت ملی ایالات متحده آمریکا گرداننده آن است.

## نگارخانه

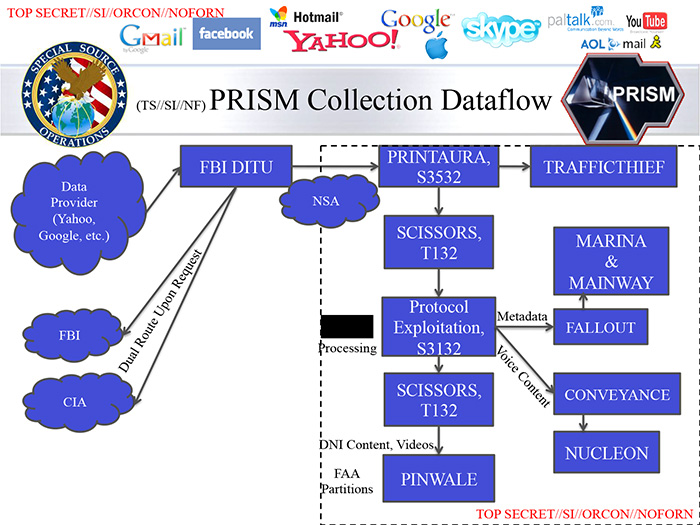
اشاره به ترافیکتیف در اسلاید هفتم پرونده معرفی پریزم